# چیار یاکی (آزانگارو)
چیار یاکی (به اسپانیایی: Ch'iyar Jaqhi) یک کوه در پرو است که در استان آزانگارو واقع شده‌است. چیار یاکی ۴٬۶۰۰ متر بالاتر از سطح دریا واقع شده‌است.